# Гло
Гло (фр. Glos) насеље је и општина у северној Француској у региону Доња Нормандија, у департману Калвадос која припада префектури Лисје.
По подацима из 2011. године у општини је живело 892 становника, а густина насељености је износила 68,99 становника/km². Општина се простире на површини од 12,93 km². Налази се на средњој надморској висини од 64 метара (максималној 165 m, а минималној 49 m).

## Демографија
| 1962. | 1968. | 1975. | 1982. | 1990. | 1999. | 2011. |
| ----- | ----- | ----- | ----- | ----- | ----- | ----- |
| 712   | 780   | 767   | 783   | 857   | 909   | 892   |

График промене броја становника у току последњих година